# Camellia lutescens
Camellia lutescens là một loài thực vật có hoa trong họ Theaceae. Loài này được Dyer mô tả khoa học đầu tiên năm 1874.